# Antônio Paranhos
Antônio da Silva Paranhos (Salvador, 1822 — Catalão,1897), nasceu na capital da capitania da Baía de Todos os Santos em uma família rica, porém a fortuna foi perdida após a morte de seu pai ainda em sua infância. Conhecido como Antônio Paranhos foi o irmão menor de José Maria da Silva Paranhos, Visconde do Rio Branco. Coronel de carreira militar se tornou chefe político do município de Catalão e primeiro senador pelo estado de Goiás. Assinou, (1891) junto a todos os outros primeiros senadores da "Nova" República, República dos Estados Unidos do Brasil de 1891, a Primeira Constituição do Brasil. 

## Biografia
Seu pai o português Agostinho da Silva Paranhos (Porto, 1775 - Bahia, 1822) imigrou para o Brasil junto a seu irmão João, na primeira década do século XIX, trazidos da cidade do Porto pelo tio Antônio da Silva Paranhos, capitão-mor da Bahia, abastado comerciante, armador, provedor e benfeitor da "Casa de Misericórdia" de Salvador e conselheiro do Governador Conde de Arcos.
Agostinho casou-se com Dona Josefa Emerenciana de Barreiros (Bahia, 1786 - 1838) e tiveram três filhos: Agostinho, Antônio e José Maria. Os meninos Paranhos perderam o pai ainda criança, o que resultou em um período de grande dificuldade financeira para a família. Foi seu tio materno, oficial do regimento de artilharia, o capitão Eusébio Gomes Barreiros, quem ajudou a família e financiou os estudos dos meninos, enviando Antônio e José Maria ao Rio de Janeiro para a Escola Militar. Antonio era irmão de José Maria da Silva Paranhos, o Visconde do Rio Branco e portanto, tio de José Maria da Silva Paranhos Júnior, o Barão do Rio Branco, também era primo-irmão do Barão de Palma, Antônio de Freitas Paranhos, comendador, coronel da Guarda Nacional.

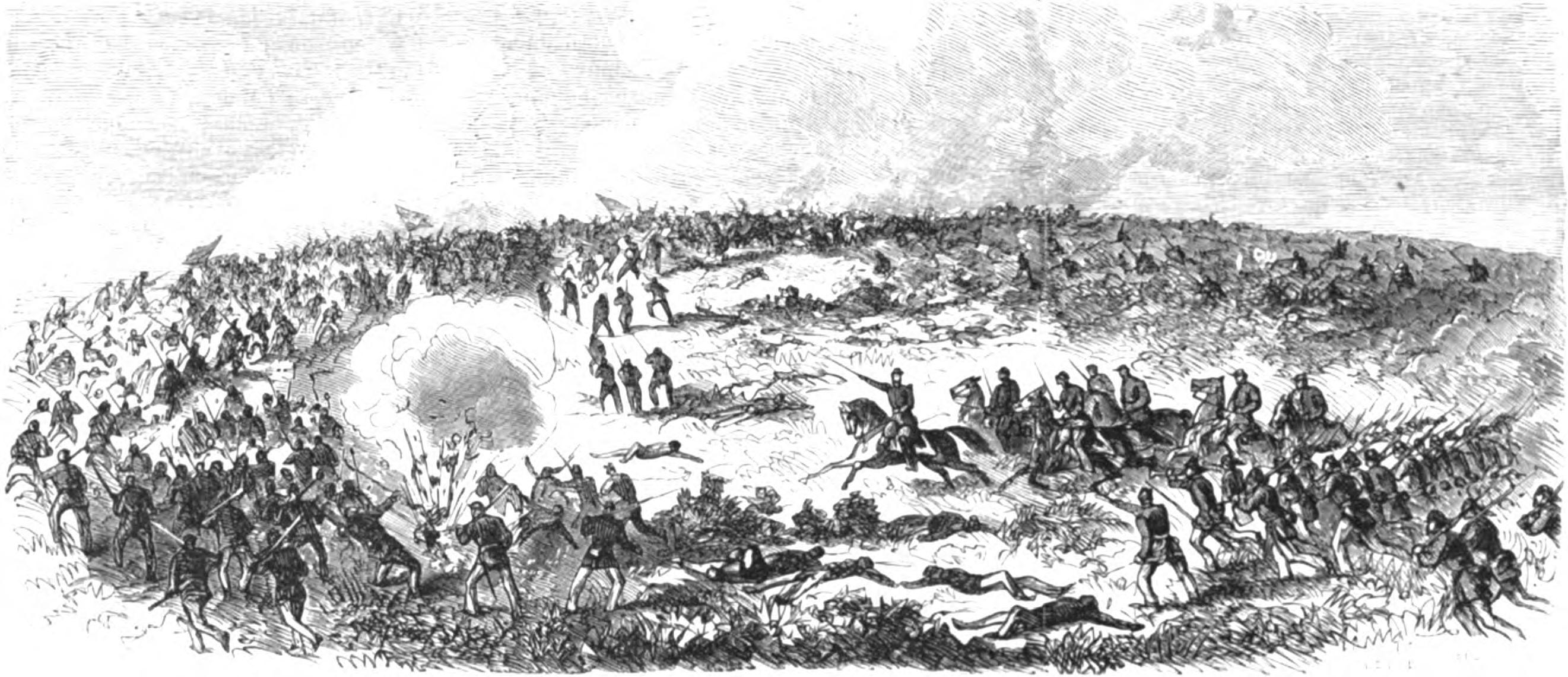
Batalha de Piris: carga da 7ª Brigada brasileira do Coronel Paranhos.

O tenente-coronel Antônio da Silva Paranhos se formou na Escola Militar Largo de São Francisco de Paula no Rio de Janeiro. Durante a Guerra do Paraguai, comandou o 9º Batalhão de Voluntários da Pátria do exército brasileiro, lutando ao lado do então também tenente-coronel Floriano Peixoto, ambos sob o comando do General Osório; foi ferido de um disparo em batalha e participou na decisiva Batalha de Curupaiti.
Um pouco antes de 1850, aproximadamente, instalou-se no município de Catalão e tornou-se chefe-político da cidade por muitas décadas, o que o leva a ser conhecido como o "Coronel Paranhos". Nas eleições de 1877 para a Câmara Provincial, Paranhos conseguiu vinte e oito votos dos trinta e três eleitores do Colégio Eleitoral de Catalão.
Bernardo Guimarães, autor de "A Escrava Isaura", "O Índio Afonso", "O Seminarista", ao concluir o curso jurídico na Faculdade de Direito do Largo de São Francisco, em São Paulo, em 1852, foi cumprir o seu quatriênio de judicatura em Catalão, no sul de Goiás.

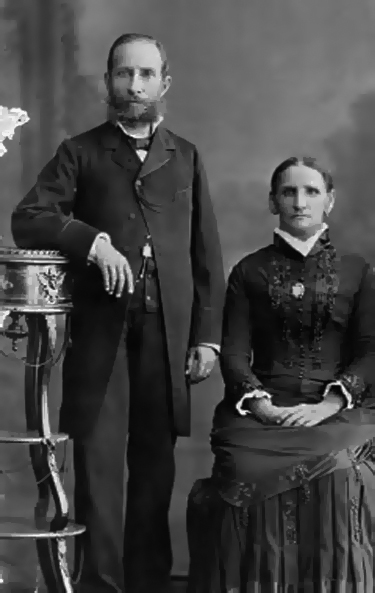
Antônio da Silva Paranhos e esposa.

Ficou ali seis anos, onde escreveu grande parte da sua obra, que foi influenciada e que tem abundantes referências desse lugar. Cultivou grande amizade com o "Coronel Paranhos" que em 1859, "levá-o a título de passeio para o Rio de Janeiro e lá o deixou entregue aos cuidados de Flávio Farnese, seu colega do curso acadêmico e redator da "Atualidade", reputado órgão partidário de então." Do texto "Bernardo Guimarães", no "Almanaque Alves" de 1917.
"Era em casa do Coronel Paranhos que Bernardo entrava nas brincadeiras familiares e nas rodadas inocentes do voltarete e da vermelhinha, de que participavam também o padre e o boticário. Até algumas ceias e danças civilizadas o ilustre anfitrião fazia realizar no enorme salão de sua residência, a que "não faltava a quadrilha marcada em francês, o cotilhão, o minuendo e a gavota, o que não era nada pouco para o lugar e a época." Texto de Sousa Ataíde
Em 1876, já estava fortemente estabelecido como chefe no município. Nas eleições de 1877 para a Câmara Provincial, Paranhos conseguiu vinte e oito votos dos trinta e três eleitores do Colégio Eleitoral de Catalão.
Foi senador, um dos três primeiros, pela "provincia de Goyaz", durante a República Velha, ou primeira república. Fez parte da assembléia constituinte que assinou a Constituição de 1891, a primeira constituição republicana do Brasil.
Em 1897, foi brutalmente assassinado a tiros nas ruas de Catalão por capangas contratados por seus oponentes políticos; um crime que marcou a história da cidade. Ao sair de casa, um homem se aproximou e disse: "Bom dia, Senador Paranhos!". E se jogou no chão, dando sinal para os jagunços que estavam na casa em frente começassem a atirar contra o senador, que ainda conseguiu se arrastar para dentro de sua casa, mas foi perseguido por seus algozes. O brutal assassinato de Antônio da Silva Paranhos leva seu filho advogado e escritor, fundador da Academia Goiana de Letras, Ricardo Paranhos, a escrever o livro Os Canibais.